# Pete Brown
Pete Brown (25. prosince 1940 Ashtead, Surrey – 19. května 2023) byl anglický zpěvák a textař. V šedesátých letech napsal několik textů pro skupinu Cream (například k písním „White Room“, „SWLABR“ a „Sunshine of Your Love“). Po rozpadu skupiny psal texty pro jejího baskytaristu Jacka Bruce. Je autorem všech textů na jeho albech Songs for a Tailor (1969), Harmony Row (1971) a Out of the Storm (1974). Rovněž působil ve skupině The First Real Poetry Band, ve které s ním hráli například kytarista John McLaughlin a bubeník Laurie Allan. Později byl členem skupiny Piblokto a vydal několik vlastních alb. Během své kariéry spolupracoval s mnoha hudebníky, mezi něž patřili například Graham Bond, Judge Smith a Miroslav Žbirka.

## Diskografie
- A Meal You Can Shake Hands With in the Dark (1969)
- Things May Come and Things May Go but the Art School Dance Goes on Forever (1970)
- Thousands on a Raft (1970)
- Two Heads Are Better Than One (1972)
- The "Not Forgotten" Association (1973)
- My Last Band (1977)
- Party in The Rain (1982)
- The Land That Cream Forgot (1996)
- Curly's Airships (2000)
- Ardours of the Lost Rake (2003)
- Coals to Jerusalem (2003)